# Goryphus leveri
Goryphus leveri är en stekelart som beskrevs av Cheesman 1936. Goryphus leveri ingår i släktet Goryphus och familjen brokparasitsteklar. Inga underarter finns listade i Catalogue of Life.